# Myzomela blasii
Myzomela blasii е вид птица от семейство Meliphagidae.

## Разпространение
Видът е разпространен в Индонезия.